# Konsolbro

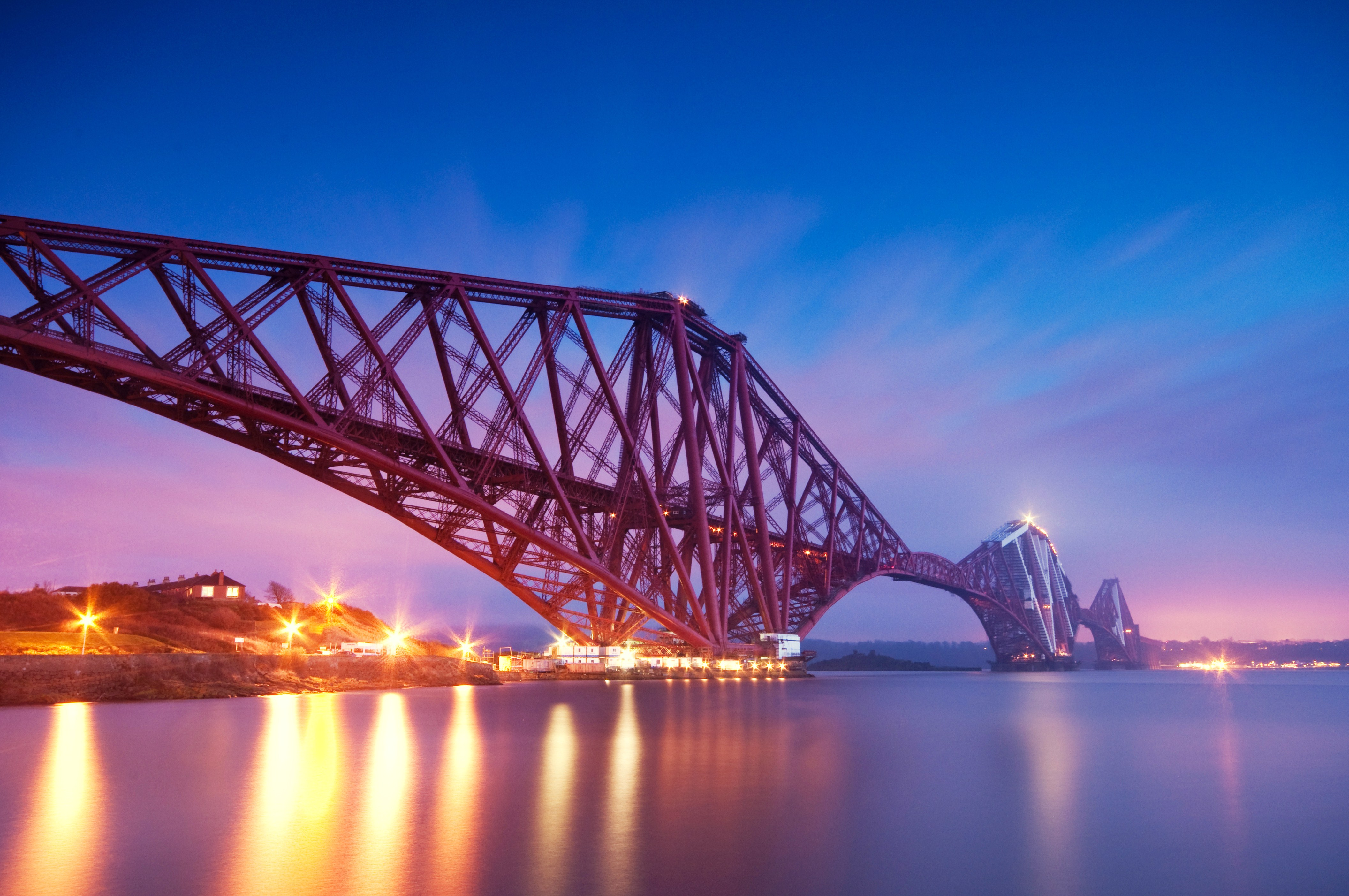
Forthbron

En konsolbro är en brotyp med fribärande strukturer, som skjuter ut från fästpunkter  förankrade i marken. Vanligen byggs de utskjutande delarna parvis, så att de balanserar varandra och kan stå för sig själva under byggtiden. En konsolbro kan utformas som en balkbro eller ha stöd av ett fribärande fackverk. Snedkabelbroar byggs på ett liknande sätt men är inte fribärande utan hålls på plats av stag spända över brobanan. De betraktas därför inte som konsolbroar. 
Det svenska namnet konsolbro kommer av den byggtekniska termen konsol, som betecknar ett stöd som skjuter fram från en vägg för en hylla eller liknande. De engelska cantilever bridge och cantilever har samma betydelse. Ordet konsol kan också beteckna manöverbordet på en maskin (typ dator av äldre modell). Detta har ingenting med brotypen att göra. 
En berömd konsolbro med fackverk är Forthbron över Firth of Forth i Skottland. Den byggdes 1883–1890  och är registrerad som  värdsarv sedan 2015. Huvuddelen av bron har tre förankringar med vardera två utskjutande delar.